# Керстен, Адам
Адам Керстен (6 апреля 1930, Кутно — 11 января 1983, Варшава) — польский историк, профессор.

## Биография
Работал в университете им. М. Склодовской-Кюри (Люблин), в Институте истории Польской АН. Был знатоком польских архивов Речи Посполитой 16-17 века. Написал несколько фундаментальных трудов по истории Польши; значительное место в них занимает запорожское казачество и Гетманщина времён Богдана Хмельницкого, Ивана Выговского, Юрия Хмельницкого, Павла Тетери.
Опубликовал монографии, посвящённые коронному канцлеру Ерониму Радзейовскому («Hieronim Radziejowski. Studium władzy i opozycji», 1988) и восстанию Александра-Леона Костки-Наперского (1651) («Na tropach Napierskiego. W kręgu mitów i faktów», 1972), перевёл и прокомментировал издание той части хроники Веспасиана Каховского, где говорится о годах т. н. Потопа (1655—1657), упорядочил и издал с собственным предисловием классическую работу В. Чермака о Яне II Казимире.
Соучредитель и лектор Общества научных курсов (1978–1981). Был научным консультантом фильма Ежи Гофмана «Потоп» (1974, по роману Генрика Сенкевича). Всегда стремился к объективному освещению исторических событий, в связи с чем развенчал ряд мифов, созданных Генриком Сенкевичем.

## Труды
- Opowieści o szwedzkim najeździe (1956)
- Chłopi polscy w walce z najazdem szwedzkim 1655—1656 (1958)
- Z badań nad konfederacją tyszowiecką (1958)
- Geneza nowej gigantomachii' (1958)
- Pierwszy opis obrony Jasnej Góry w 1655 r. (1959)
- Stefan Czarniecki 1599—1665 (1963)
- Obrona Klasztoru w Jasnej Górze (1964)
- Sienkiewicz — «Potop» — Historia (1966)
- Historia dla klasy II liceum ogólnokształcacego (1968)
- Na tropach Napierskiego. W kręgu mitów i faktów (1970)
- Warszawa Kazimierowska 1648—1668: miasto, ludzie, polityka (1971)
- Historia Szwecji (1973)
- Szwedzi pod Jasną Górą 1655 (1975)
- Historia powszechna, 1648—1789 (1978)
- Historia powszechna, wiek XVII (1984)
- Hieronim Radziejowski: studium władzy i opozycji (1988)